# Бельведер (Трианон)
Бельведе́р — садово-парковый павильон-бельведер, расположенный в парке дворца Малый Трианон в Версале (Франция). Построен в 1777—1781 годах для английского парка королевы Марии-Антуанетты по проекту придворного архитектора Ришара Мика (1728—1794). Использовался преимущественно для музыкальных концертов, устраиваемых для Марии-Антуанетты и её друзей. 
31 октября 1906 года в составе дворцово-паркового комплекса Версаля павильон был включён в реестр исторических памятников Франции.

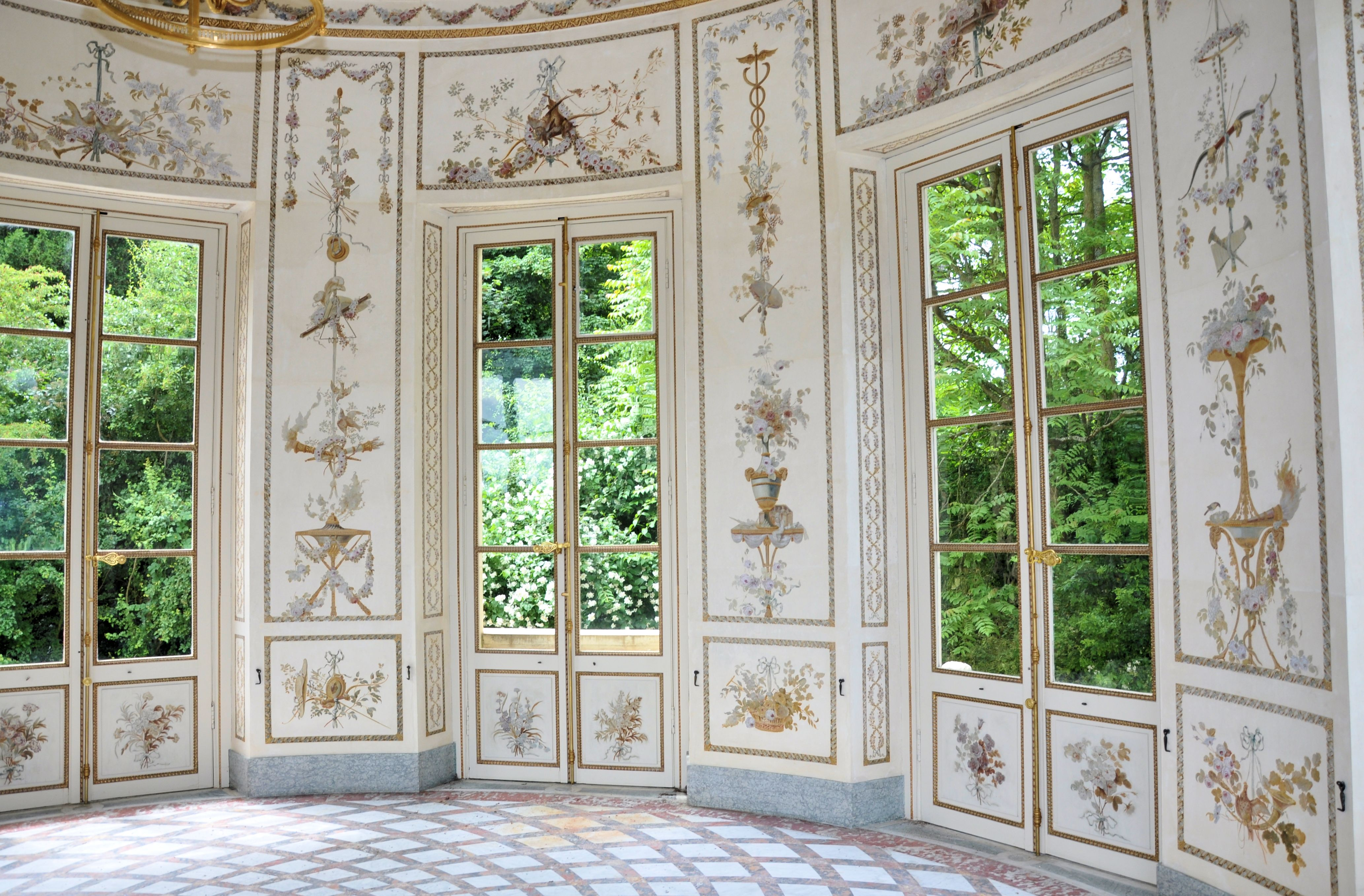
Интерьер салона

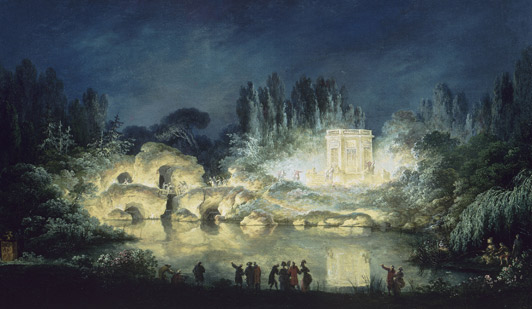
Иллюминация Скалы и павильона «Бельведер». Клод-Луи Шатле, 1781.

Вид на Бельведер со стороны дворца. Клод-Луи Шатле

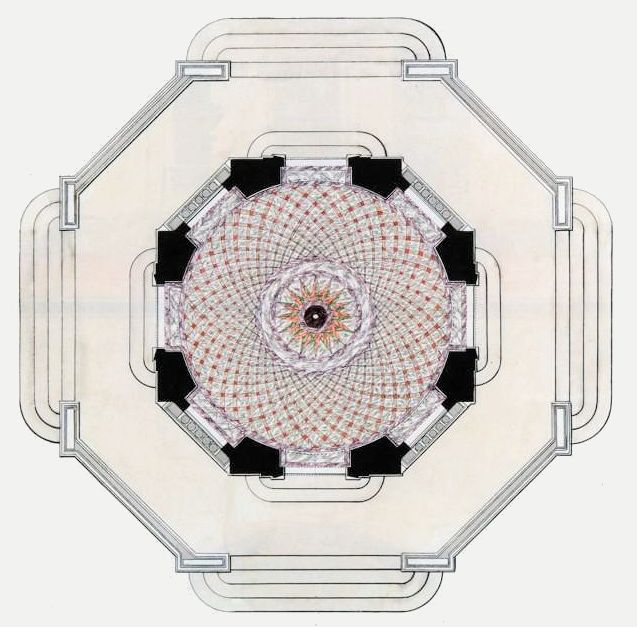
План Бельведера. Ришар Мик, 1786

## История
Работы по возведению Бельведера начались вскоре после начала строительства Храма Любви в 1777 году. Затраты на разбивку парка и возведение парковых построек сильно превосходили финансовые возможности королевы. Когда Мария-Антуанетта обратилась за помощью к королю, Людовик XVI приказал выделить супруге необходимую сумму из государственного бюджета. Таким образом, 22 августа 1775 года «на сады королевы» в королевской сокровищнице было зарезервировано 100 тысяч ливров. Сам поступок, как и сумма, в которую обошлись бюджету развлечения для избранного круга лиц, вызвали пересуды среди придворных и слухи среди простых обывателей. Впоследствии, во время судебного процесса над Марией-Антуанеттой в 1793 году, эти непомерные траты были, среди прочего, вменены ей в вину. 

## Описание
Павильон расположен на острове посреди пруда, на искусственной горе, инспирированной живописными пейзажами швейцарского кантона Вале, в непосредственной близости от Большой скалы. 
Восьмиугольная в плане постройка с высокими окнами давала панорамный вид на пруд и окружающий парк. Особую живописность ей придавали отражение в воде, соседство Большой скалы и деревья на заднем плане. 

### Внешний декор
Внешний декор здания — изящная гирлянда карниза и барельефы с аллегорическими изображениями времён года были выполнены скульптором Жозефом Дешампом. Четыре прямоугольных «дессю-де-фнетра» над окнами изображают богов римского пантеона: Флору, увенчанную розами («Весна»), Цереру с серпом и снопом пшеницы («Лето»), Бахуса с бокалом вина и виноградом («Осень») и Сатурна, греющего руки у огня («Зима»), тогда как четыре треугольных фронтона дессю-де-портов над входами несут их атрибуты. 
Жозеф Дешамп выполнил и скульптуры восьми сфинксов с женскими лицами, установленные вокруг здания. Их головы также украшены венками, плодами и проч. в соответствии с эмблематикой времён года. 

### Интерьер
Внутренние поверхности стен покрыты штукатуркой-стукко, украшенной росписями. Изящные арабески с цветочными гирляндами, корзинами роз и плодов, птицами, музыкальными инструментами, колчанами и факелами, как и внешний декор, соотносятся с атрибутикой времён года. Пол выложен мозаикой из плит белого, красного и цветного мрамора.

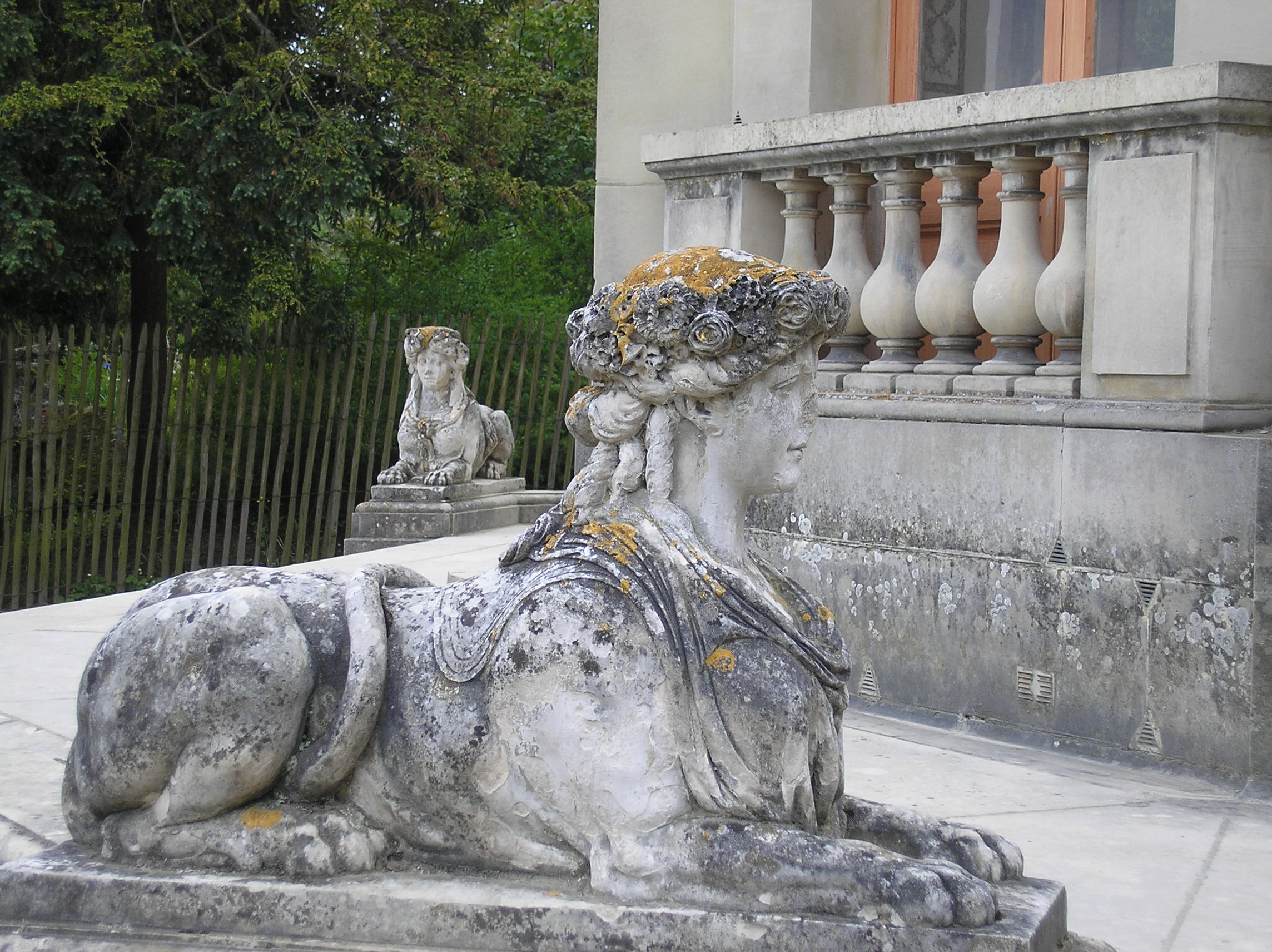
Сфинкс с атрибутами Флоры
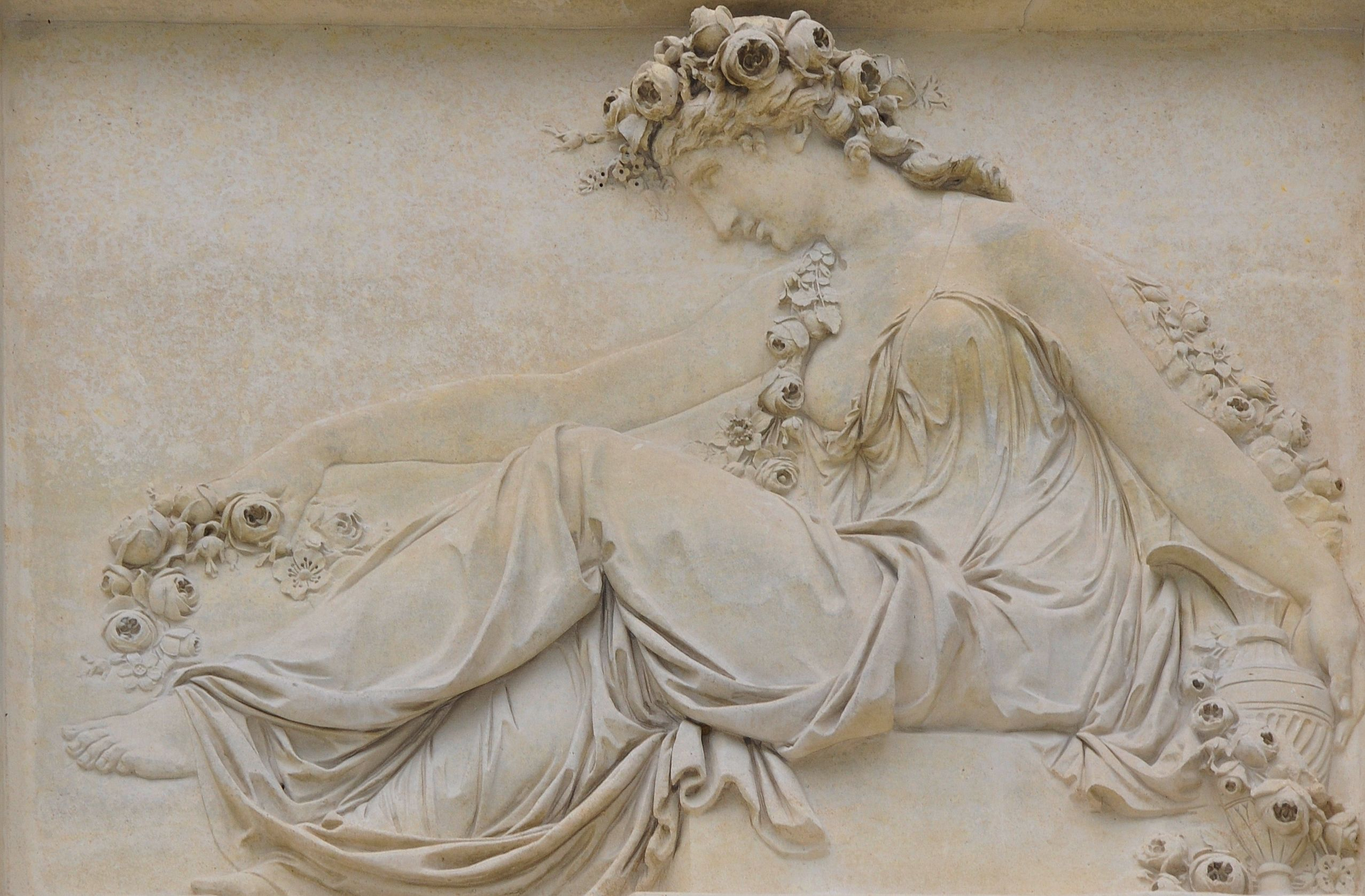
Флора («Весна»)
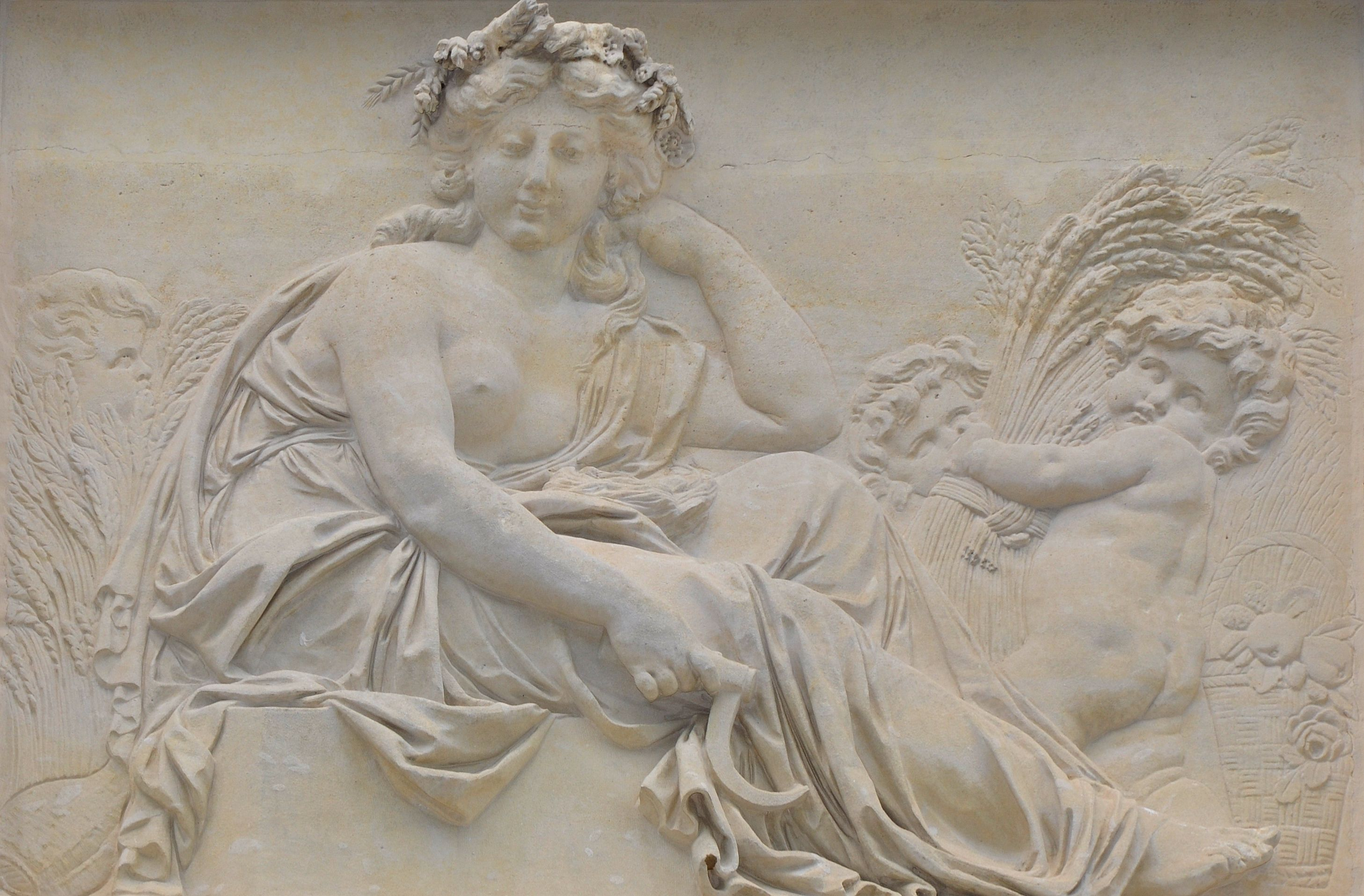
Церера («Лето»)
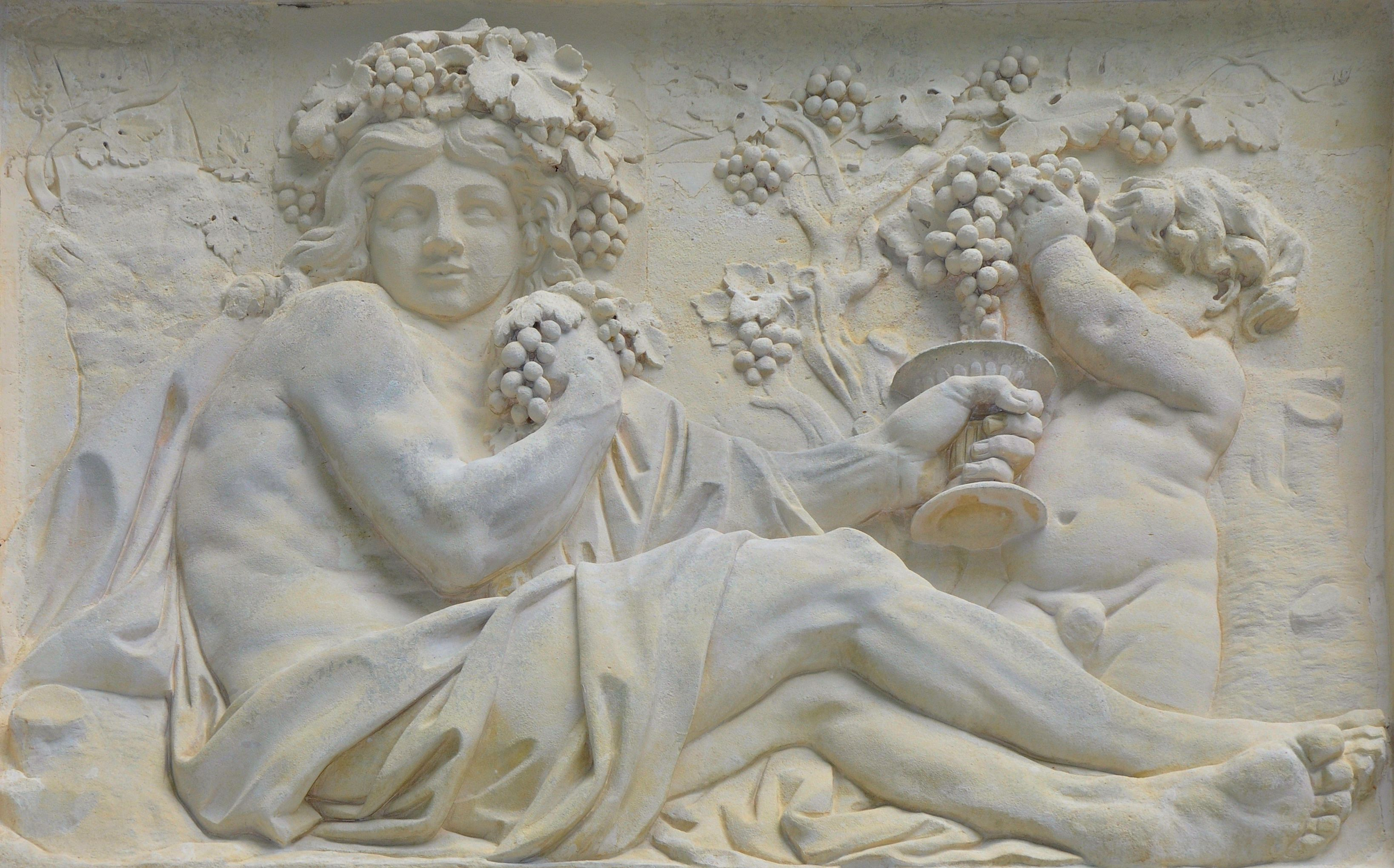
Бахус («Осень»)
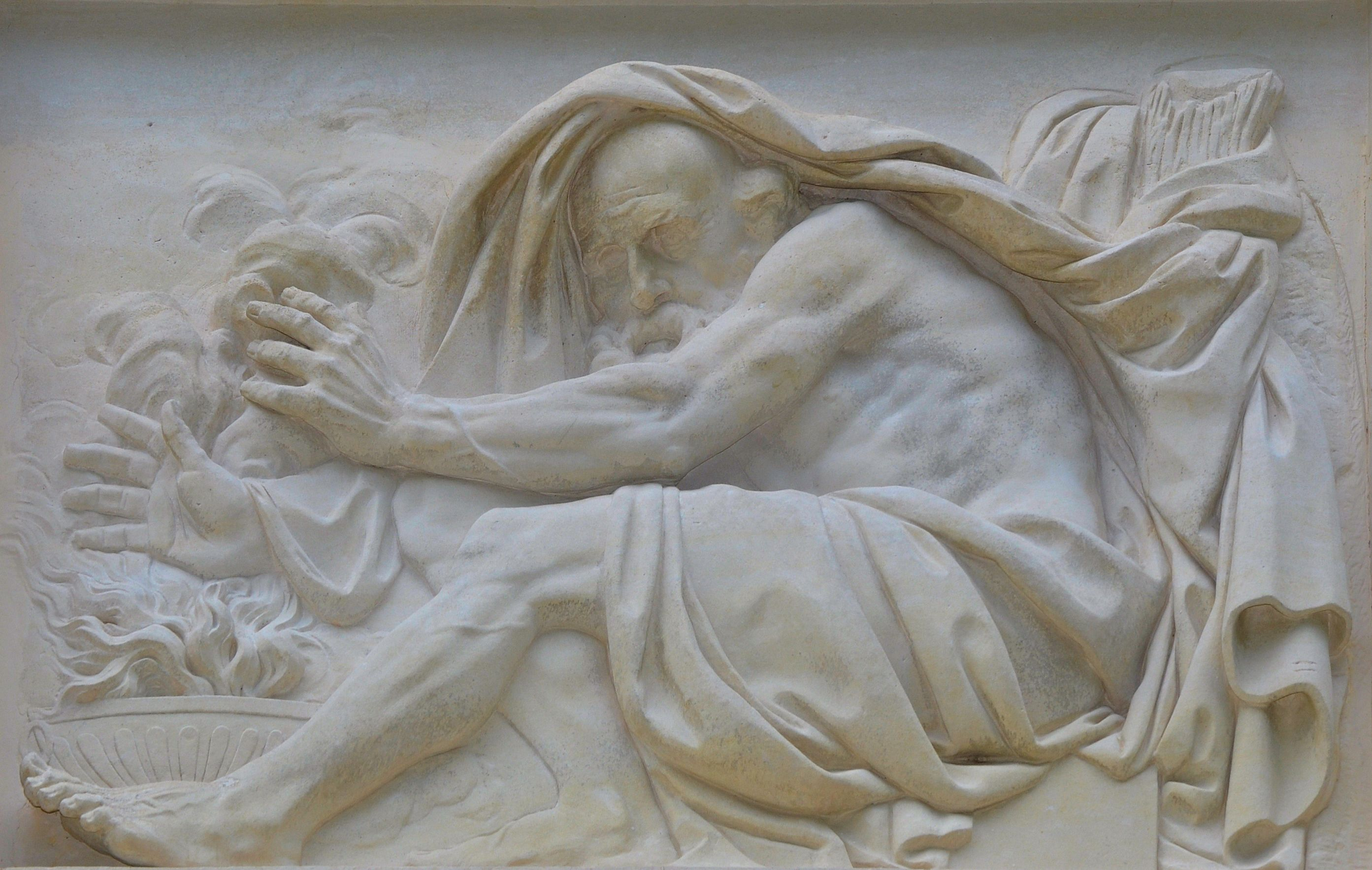
Сатурн («Зима»)